# 1898
1898 (MDCCCXCVIII) var ett normalår som började en lördag i den gregorianska kalendern och ett normalår som började en torsdag i den julianska kalendern.

## Händelser

### Januari
- 1 januari – New York annekterar land från närliggande distrikt, vilket skapar "stor-New York". Staden delas geografiskt in i fem boroughs: Manhattan, Brooklyn, Queens, Bronx och Staten Island.
- 13 januari – Emile Zola publicerar J'accuse ett brev där franska regeringen anklagas för antisemitism och att felaktigt ha kastat Alfred Dreyfus i fängelse.

### Februari
- 7–8 februari – USA skickar soldater till Nicaragua för att skydda amerikanska liv och egendom i San Juan del Sur.[1]
- 12 februari – Henry Lindfield från Brightons elbil kör från en kulle i Purley, London, England, på ett träd; och blir världens första dödliga bilolycka på allmän väg.[2][3][4].

### Maj
- 31 maj – Tidningsutgivarna bildas när stadgar antas och en styrelse kommer på plats. Redan 1896 hölls ett konstituerande möte mellan chefredaktörer och tidningsägare för att grunda en förening för tidningsutgivare – Svenska Tidningsutgivareföreningen.

### Juni
- 13 juni – Yukonterritoriet blir ett separat territorium i Kanada, och lämnar Northwest Territories.[5]

### Juli
- 9 juli – Nationale Tentoonstelling van Vrouwenarbeid 1898 äger rum i Haag i Nederländerna.

### April
- 5 april – Annie Oakley stödjer kvinnligt deltagande i stridssituationer i USA:s militär genom ett brev till USA:s president William McKinley.[6]
- 20 april – En svensk undsättningsexpedition ger sig av till Sibirien, för att undersöka de starka ryktena om att Andrée-expeditionen skulle finnas där.

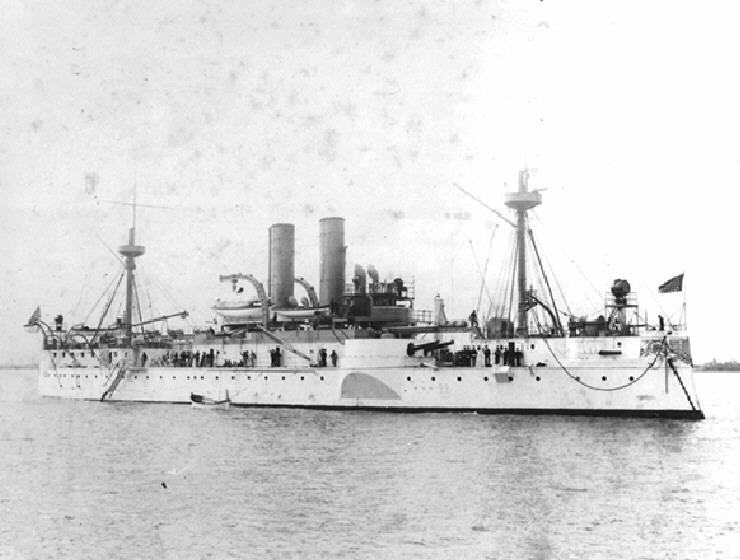
USS Maine, som då hon sänks blir en orsak till spansk-amerikanska kriget.

- 25 april – Spansk-amerikanska kriget bryter ut då USA förklarar krig mot Spanien, eftersom USA hävdar att Spanien har sänkt USA:s krigsfartyg USS Maine den 15 februari samma år.[1]

### Augusti
- 7 augusti – Den svenska Landsorganisationen (LO) bildas. Medlemsförbunden skall bistå varandra vid lockout och när föreningsrätten hotas.
- 19 augusti – Den svenska undsättningsexpeditionen som letar efter Andrée-expeditionens medlemmar landstiger på Vitön, dock utan att hitta expeditionens sista läger.
- 30 augusti – Sveriges första fasta biograf, Lumiére's Kinematograf på Kungsträdgårdsgatan i Stockholm, läggs ner.

### September
- 10 september – Österrikes kejsarinna Elisabeth av Bayern mördas i Genève.
- 19 september – Det nya operahuset i Stockholm invigs med Adolf Fredrik Lindblads opera Frondörerna.
- 20 september – Första numret av dagstidningen Berliner Morgenpost utkommer i Berlin.

### November
- 5 – USA skickar soldater till Kina för att skydda USA:s legation i Peking och konsulat i Tientsin under konflikt mellan kinesiske kejsarens mor och hennes son.[1]
- 26–27 november – Snöstormen The Portland Gale slår till mot östra USA.
- November – Unionsmärket avlägsnas ur den norska handelsflaggan.

### December

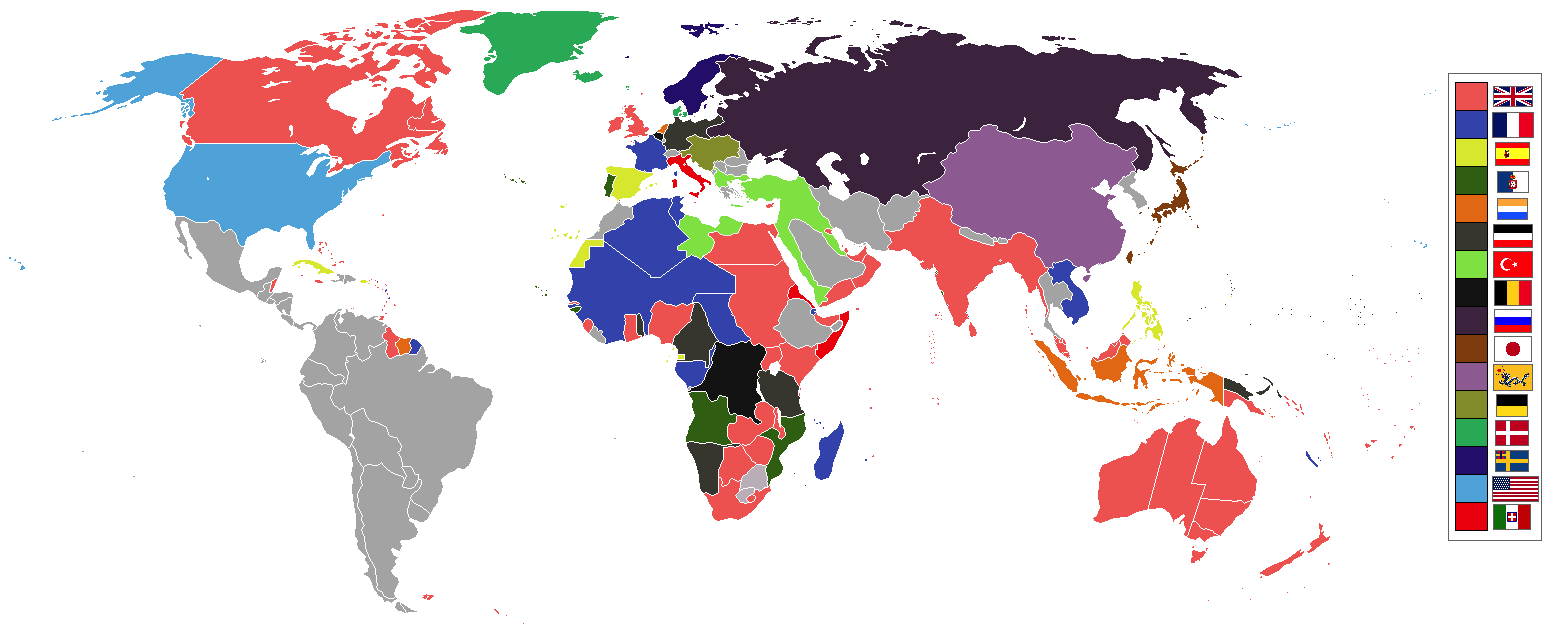
Politisk karta över världen 1898

- 10 december – Spansk-amerikanska kriget slut då USA och Spanien sluter fred vid ett avtal i Paris i Frankrike. Spanien avträder flera utomeuropeiska områden till USA.
- 31 december – Vid nyårsfirandet på Skansen läses Nyårsklockan av skådespelaren Per Oscar Eliasson.

### Okänt datum
- I Sverige blir skolkök ett obligatoriskt skolämne för flickorna i Stockholms folkskolor.
- I Sverige har tre undersökningsläkare förordnats i Stockholms folkskolor.
- Den svenska riksdagen beslutar att inköpa den järnvägssträcka, som är påbörjad från Luleå över Kiruna till Narvik.
- Den första svensktillverkade bilen provkörs i Surahammar. Konstruktör är Gustaf Eriksson, som kommer att leda den första industriella biltillverkningen i landet vid Vagnfabriks AB i Södertälje.
- Tidskriften Brand, organ för anarkisterna och ungsocialisterna, startas i Stockholm.
- Det första svenska biskopsmötet hålls.
- Glasbruket i Orrefors, Sverige grundas.
- Alfred Nobels testamente överklagas av hans släktingar, men en förlikning ingås.
- Den första av de berömda svenska brevkurserna från Hermods startar.
- Malmö inrättar en renhållningsstyrelse.
- Pesten härjar i Karnataka.
- Skonaren Ellen byggs på ett varv i Danmark, då under namnet Wiliam. I dag seglar hon som skolfartyg och har frivillig besättning samt är även K-märkt.
- Kvinnoorganisationen Landskvinnestemmerettsforeningen bildas.

## Födda

### Första kvartalet

#### Januari
- 9 januari – Gracie Fields, brittisk skådespelare och sångare. (död 1979)
- 11 januari – Hans Kirk, dansk författare. (död 1962)
- 13 januari – Kaj Munk, dansk författare och motståndsman. (död 1944)
- 14 januari – Olga Appellöf, svensk skådespelare. (död 1989)
- 19 januari – Sanfrid Neander-Nilsson, svensk arkeolog, författare och tidningsman. (död 1950)
- 20 januari – Georg Enders, svensk filmmusikkompositör. (död 1954)
- 22 januari – Thor Modéen, svensk skådespelare och komiker. (död 1950)
- 23 januari – Randolph Scott, amerikansk skådespelare, främst western. (död 1987)
- 24 januari – Karl Hermann Frank, sudettysk nazistisk politiker. (död 1946)

#### Februari
- 1 februari – Leila Denmark, amerikansk pediatriker. (död 2012)
- 3 februari – Alvar Aalto, finländsk arkitekt och formgivare. (död 1976)
- 6 februari – Finn Bernhoft, norsk skådespelare. (död 1981)
- 11 februari – Leó Szilárd, ungersk-amerikansk kärnfysiker och biolog. (död 1964)
- 14 februari – Enzo Ferrari, grundare av bilmärket Ferrari. (död 1988)

#### Mars
- 4 mars
  - Georges Dumézil, fransk filolog och religionshistoriker. (död 1986)
  - Hans Krebs, tysk militär. (död 1945)
- 5 mars
  - Zhou Enlai, kinesisk politiker, premiärminister 1949–1976, utrikesminister 1949–1958. (död 1976)
  - Song Meiling, känd som madame Chiang Kai-shek, kinesisk presidentfru. (död 2003)
  - Misao Okawa, världens äldsta levande person 12 juni 2013 – 1 april 2015. (död 2015)
- 6 mars – Douglas Håge, svensk skådespelare. (död 1959)
- 18 mars – Murray Van Wagoner, amerikansk demokratisk politiker, guvernör i Michigan 1941–1943. (död 1986)

### Andra kvartalet

#### April
- 1 april – William James Sidis, amerikanskt underbarn med omkring 250 i IQ. (död 1944)
- 3 april – Michel de Ghelderode, belgisk författare och journalist. (död 1962)
- 8 april
  - Yip Harburg, amerikansk manusförfattare, sångtextförfattare och kompositör. (död 1981)
  - John Reginald Christie, brittisk seriemördare. (död 1953)
- 10 april – Torsten Quensel, svensk filmjournalist och manusförfattare. (död 1971)
- 14 april – Kai Rosenberg, dansk kompositör, kapellmästare och musiker. (död 1977)
- 26 april – Vicente Aleixandre, spansk författare. (död 1984)
- 28 april – August Hirt, tysk SS-läkare och SS-officer. (död 1945)

#### Maj
- 3 maj – Golda Meir, israelisk politiker, premiärminister 1969–1974. (död 1978)
- 6 maj – Konrad Henlein, sudettysk nazistisk politiker. (död 1945)
- 8 maj – Alojzije Stepinac, kroatisk kardinal, saligförklarad. (död 1960)
- 11 maj – Sven Nilsson, svensk skådespelare och operasångare (bas). (död 1970)
- 15 maj – Arletty, fransk modell och skådespelare. (död 1992)
- 16 maj – Nils Swedlund, svensk general, överbefälhavare 1951–1961. (död 1965)
- 22 maj – Axel Wallenberg, svensk skulptör. (död 1996)
- 23 maj – Josef Terboven, tysk nazistisk politiker. (död 1945)
- 30 maj – Hjalmar Gullberg, svensk författare. (död 1961)
- 31 maj – Emil A. Lingheim, svensk fotograf, ljudingenjör och regissör. (död 1984)

#### Juni
- 1 juni – Gunnar Edström, svensk professor och politiker (fp). (död 1988)
- 2 juni – Ola Isene, norsk sångare och skådespelare. (död 1973)
- 6 juni – Ninette de Valois, brittisk ballerina och koreograf. (död 2001)
- 22 juni – Erich Maria Remarque, tysk författare. (död 1970)

### Tredje kvartalet

#### Juli
- 8 juli – Gertie Löweström, svensk skådespelare. (död 1982)
- 10 juli – Renée Björling, svensk skådespelare. (död 1975)
- 13 juli – Julius Schreck, tysk nazist, Reichsführer-SS 1925–1926. (död 1936)
- 14 juli – Happy Chandler, amerikansk demokratisk politiker och idrottsledare. (död 1991)
- 17 juli – Berenice Abbott, amerikansk fotograf. (död 1991)
- 19 juli
  - Olle Hilding, svensk skådespelare. (död 1983)
  - Herbert Marcuse, tysk filosof, aktiv inom Frankfurtskolan. (död 1979)
- 22 juli – Alexander Calder, amerikansk skulptör. (död 1976)
- 23 juli – Bengt Djurberg, svensk skådespelare och sångare. (död 1941)
- 26 juli – Sven Gustafsson, svensk skådespelare. (död 1967)
- 30 juli – Henry Moore, brittisk modernistisk skulptör. (död 1986)

#### Augusti
- 2 augusti – Karolina Kózka, polsk jungfru och martyr, saligförklarad 1987. (död 1914)
- 3 augusti – Helge Lindberg, svensk kompositör och kapellmästare. (död 1973)
- 6 augusti – Fritz Dietrich, tysk SS-officer, dömd krigsförbrytare. (död 1948)
- 18 augusti – Tadeusz Dołęga-Mostowicz, polsk romanförfattare. (död 1939)
- 19 augusti – Eleanor Boardman, amerikansk skådespelare. (död 1991)
- 20 augusti
  - Vilhelm Moberg, svensk författare. (död 1973)
  - Julius Schaub, tysk SS-officer, SS-Obergruppenführer. (död 1967)
- 23 augusti – Sigrid Boo, norsk författare. (död 1953)
- 27 augusti – Per Björkman, svensk skådespelare. (död 1978)
- 29 augusti – Preston Sturges, amerikansk manusförfattare och filmregissör. (död 1959)
- 31 augusti – Niilo Saarikko, finländsk sångare. (död 1979)

#### September
- 1 september – Marilyn Miller, amerikansk skådespelare och dansör. (död 1936)
- 9 september – Beverley Nichols, brittisk författare och journalist. (död 1983)
- 10 september – Annika Björklund, svensk kompositör och författare. (död 1962)
- 12 september – Ben Shahn, amerikansk målare inom bl.a. expressionismen och socialrealismen. (död 1969)
- 24 september – Harry Persson, svensk tungviktsboxare. (död 1979)
- 26 september – George Gershwin, amerikansk kompositör och pianist. (död 1937)
- 29 september – Trofim Lysenko, sovjetisk biolog och agronom. (död 1976)

### Fjärde kvartalet

#### Oktober
- 10 oktober – Gunnar Jeanson, svensk musikforskare och skriftställare. (död 1939)
- 18 oktober – Lotte Lenya, österrikisk-amerikansk sångerska och skådespelare. (död 1981)
- 25 oktober – Philip Bard, amerikansk psykolog. (död 1977)
- 26 oktober – Agnes Geijer, svensk textilhistoriker. (död 1989)

#### November
- 10 november – Bertil Schedin, svensk skådespelare. (död 1942)
- 13 november – Wallace F. Bennett, amerikansk republikansk politiker, senator 1951–1974. (död 1993)
- 17 november – William A. Blakley, amerikansk demokratisk politiker och affärsman, senator 1957 och 1961. (död 1976)
- 21 november – René Magritte, belgisk konstnär. (död 1967)
- 29 november – C.S. Lewis, brittisk författare. (död 1963)

#### December
- 6 december
  - Alfred Eisenstaedt, tysk-amerikansk fotojournalist. (död 1995)
  - Gunnar Myrdal, svensk nationalekonom, professor och socialdemokratisk politiker. (död 1987)
- 7 december – Georg de Gysser, svensk skådespelare och kläddesigner. (död 1975)
- 9 december
  - Clarine Seymour, amerikansk skådespelare. (död 1920)
  - Astri Taube, svensk konstnär, skulptör, Evert Taubes hustru. (död 1980)
- 11 december – Nils Ferlin, svensk poet. (död 1961)
- 16 december – Helmuth Groscurth, tysk militär. (död 1943)
- 19 december – Lee E. Emerson, amerikansk republikansk politiker, guvernör i Vermont 1951–1955. (död 1976)

## Avlidna

### Första kvartalet

#### Januari
- 3 januari – Lawrence Sullivan Ross, 59, amerikansk militär och politiker.
- 14 januari – Lewis Carroll, 65, brittisk författare, matematiker, logiker och amatörfotograf.
- 17 januari – Anders Willman, 63, svensk operasångare och teaterchef.
- 18 januari – Henry Liddell, 86, brittisk språkman.

#### Februari
- 6 februari – Rudolf Leuckart, 75, tysk zoolog.

#### Mars
- 1 mars – George Bruce Malleson, 72, anglo-indisk militär och historiker.
- 8 mars – Peter Hansborough Bell, 87, amerikansk demokratisk politiker.
- 12 mars
  - Johann Jakob Balmer, 72, schweizisk matematiker och fysiker.
  - Zacharias Topelius, 80, finländsk författare, tidningsman och historiker.
- 17 mars – Blanche Bruce, 57, amerikansk republikansk politiker, senator 1875–1881.

### Andra kvartalet

#### April
- 21 april – Edward C. Walthall, 67, amerikansk general och politiker, senator 1885–1894 och 1895-1898.

#### Maj
- 19 maj
  - William Ewart Gladstone, 88, brittisk liberal politiker och premiärminister.
  - Oran M. Roberts, 82, amerikansk demokratisk politiker och jurist.

#### Juni
- 17 juni – Edward Burne-Jones, 64, brittisk målare och illustratör, prerafaelit.

### Tredje kvartalet

#### Juli
- 11 juli – Omar D. Conger, 80, amerikansk republikansk politiker, senator 1881–1887.
- 30 juli – Otto von Bismarck, 83, preussisk och tysk statsman.

#### Augusti
- 3 augusti – Charles Garnier, 72, fransk arkitekt.
- 9 augusti – Frank A. Briggs, 39, amerikansk republikansk politiker, guvernör i North Dakota 1897-1898.

#### September
- 10 september – Elisabeth av Österrike-Ungern, 60, österrikisk kejsarinna och drottning av Ungern.
- 20 september – Theodor Fontane, 78, tysk författare.
- 29 september – Louise av Hessen-Kassel, 81, drottning av Danmark sedan 1863, gift med Kristian IX.

### Fjärde kvartalet

#### Oktober
- 20 oktober – Charles H. Sheldon, 58, amerikansk republikansk politiker, guvernör i South Dakota 1893–1897.
- 16 oktober – Torsten Thure Renvall, 80, ärkebiskop i Åbo ärkestift inom Evangelisk-lutherska kyrkan i Finland sedan 1884.
- 24 oktober – Pierre Puvis de Chavannes, 73, fransk målare inom symbolismen.
- 31 oktober – Joseph R. West, 76, amerikansk republikansk politiker och general, senator 1871–1877.

#### November
- 19 november – Jelena Polenova, 47, rysk konstnär.
- 29 november – Hultkläppen, 64, svensk spelman.

#### December
- 10 december
  - William Black, 57, brittisk författare och journalist.
  - Emil Kléen, 30, svensk författare och journalist.
- 19 december – Sir Francis Napier, 79, brittisk politiker.
- 24 december – Charbel Makhlouf, 70, libanesiskt helgon.
- 28 december – Justin S. Morrill, 88, amerikansk politiker, senator 1867–1898.

### Fotnoter
1. 1 2 3  ”USA:s militära insatser i utlandet 1798-2004”. Arkiverad från originalet den 9 december 2013. https://web.archive.org/web/20131209174005/http://www.history.navy.mil/library/online/forces.htm. Läst 30 januari 2011.
2. ↑   Penguin Pocket On This Day. Penguin Reference Library. 2006. ISBN 0-141-02715-0
3. ↑  Linfield, Malcolm (1999). ”In Memory of Henry Lindfield – First Victim of the Motor Car”. Lin(d)field One Name Group. Arkiverad från originalet den 23 maj 2010. https://web.archive.org/web/20100523195520/http://www.longweb.f9.co.uk/longshot/volume_7/in_memory_of_henry_lindfield_-_first_victim_of_the_motor_car.html. Läst 5 augusti 2010.
4. ↑  ”Henry Lindfield”. Grace’s Guide. http://www.gracesguide.co.uk/wiki/Henry_Lindfield. Läst 5 augusti 2010.
5. ↑  ”World Statesmen (läst 3 april 2011)”. http://www.worldstatesmen.org/Canada_Provinces_A-O.html#Yukon.
6. ↑  ”The National Archives and Records Administration (NARA)”. http://www.archives.gov/research/recover/example-02.html.. "Letter to President William McKinley from Annie Oakley" läst 24 januari 2008.